# نادایسم

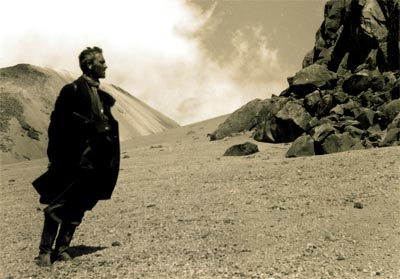
فیلسوف کلمبیایی، فرناندو گونزالس اوچوا در کوه ال رویز اسنو در سال ۱۹۲۸

نادائیسم (اسپانیایی: Nadaísmo‎ به معنی "هیچ گرایی" در زبان فارسی) یک جنبش هنری و فلسفی پادفرهنگ است که در کلمبیا میان سال‌های ۱۹۵۸ تا ۱۹۶۴ شایع بود. این جنبش توسط نویسنده گونزالو آرانگو و تحت تأثیر نیهیلیسم و اگزیستانسیالیسم و آثار دیگر نویسنده و فیلسوف کلمبیایی فرناندو گونزالس اوچوا تأسیس شد. نادائیسم تا حدود زیادی یک جنبش در واکنش به لا ویولنسیا بود و در کشور کلمبیا با بیانی آوانگارد-وار در شعر و ادبیات نمود یافت و مشابه نمونهٔ آمریکایی در طول دههٔ ۱۹۵۰ و دههٔ ۱۹۶۰ بود که نسل بیت نام داشت؛ همچنین نمونهٔ اکوادوری آن Tzanticos به صورت معاصر و موازی گسترش یافت. این جنبش تا حد زیادی ضد استقرار و تمامیت‌خواهی بود و منجر به خلق آثار متعددی در ادبیات و موسیقی و فیلمسازی شد که به هنر نادائیسم شناخته می‌شوند.
اصطلاح nadaísmo ترکیبی برگرفته از کلمه "nada" به معنی هیچ چیز و هیچ است که مانند "دادائیسم" (اسپانیایی: Dadaísmo‎) می‌باشد و معنای مشابهی دارد. Nadaísmo گاهی اوقات به همین دلیل با نام "دادائیسم کلمبیایی" یا "نسل بیت کلمبیاً یا "فوتوریسم کلمبیایی" نیز شناخته می‌شود.

## تاریخچه
حوادث خشونت‌آمیز در کلمبیا در طول دو دههٔ ۱۹۴۰ و ۱۹۵۰ میلادی، منجر به خلق آثار نویسندگان نادائیست شدند. حوادثی مانند موج لا ویولنسیا و برپایی دولت نظامی گوستاو روخاس پینییا و همچنین توسعه شهرنشینی به صورت چشم‌گیر، تا حد زیادی شکل‌گیری جنبش هیچ‌انگارانهٔ Nadaísta را تحت تأثیر قرار دادند. آرانگو زمانی که گوستاو روخاس پینیا در کلمبیا به قدرت رسید، از حامیان او بود و به Movimiento Amplio Nacional (جنبش ملی گسترده) که متشکل از هنرمندان و روشنفکران جوان حامی دیکتاتوری بودند، تشکیل می‌شد. در این دوره آرانگو به روزنامه‌نگاری در مطبوعات اشتغال می‌ورزید. اما مدت کوتاهی پس از آن، با واکنش رهبران محافظه‌کار و لیبرال‌ها در برابر روخاس، دیکتاتوری نظامی وی در ۱۰ می ۱۹۵۷ با توافق گروه‌های مذکور برکنار شد. در حالی که روخاس به اسپانیا تبعید شده‌بود، گونزالو آرانگو به مدلین، شهرستانی در کلمبیا، فرار کرد.
آرانگو جنبش نادائیسم خود را در سال ۱۹۵۸ برپا کرد. در این سال او ۴۲-صفحه جزوه که "مانیفست نادائیسم" بود، را نوشت و با نام "gonzaloarango" در مجله Amistad (به معنی "دوستی") در مدلین منتشر کرد. آرانگو و دیگر نویسندگان از سرخوردگی خود در حمایت از حکومت نظامی روخاس می‌نوشتند.
برخی از نخستین افرادی که به این جنبش جدید روی آوردند، آلبرتو اسکوبار و آمیلکار اوسوریو بودند. به عنوان یک حرکت آغازین آن‌ها در سال ۱۹۵۸ ادبیات کلمبیایی را در Plazuela de San Ignacio در مدلین سوزاندند و از آن به عنوان نمادی در برابر آنچه آثار فاخر سنتی ادبیات کلمبیایی یاد کردند. با این اعمال، دیگر جنبش‌های ادبی کلمبیا مانند Los Nuevos حرکات آن‌ها را محکوم کردند. یکی از کتاب‌هایی که آن‌ها سوزاندند، نخستین اثر آرانگو یعنی «پس از آدم» بود.
این جنبش با مرگ اعضای مؤسس آن، رو به زوال نهاد و تا حد زیادی محو شد.

## چهره‌های برجسته
نویسندگان سرشناسی که بخشی از این جنبش بودند، عبارتند از:
- جیمی اسکوبار, معروف به نام "X-504"
- Fanny Buitrago
- Jotamario Arbeláez, a pseudonym for José Mario Arbeláez Ramos
- Eduardo Escobar
- Amílcar Osorio, also known as "Amilkar-U"
- Dukardo Hinestrosa
- Kaleigh Mendonca
- Hernan Nicholls
- Darío Lemos
- María de las Estrellas
- Elmo Valencia
- Alberto Escobar Ángel
- Fernando Lalinde
- Fernando González
- Mario Rivero
- Germán Espinosa
- José Manuel Arango
- Alejandro Cote
- Giovanni Quessep
- Rafael Vega Jacome

علاوه بر لوس اسپیکرز (به معنی «سخنگویان»)، گروه راک متأثر از این جنبش بوده‌اند.

## آثار سرشناس
- از هیچ تا هیچ‌انگاری (اسپانیایی: De la nada al nadaísmo‎) (1963), Gonzalo Arango, a poetry anthology
- Obra Negra (1974), Gonzalo Arango, a poetry anthology selected by Jotamario Arbeláez
- Poemas urbanos (1966), Mario Rivero
- El hostigante verano de los dioses, Fanny Buitrago
- Los ojos del basilisco, Germán Espinosa
- Nadaismo a Go-Go!, Los Yetis, a CD